# Товарна біржа
Това́рна бі́ржа (англ. Commodity market) — організація, що об'єднує юридичних і фізичних осіб, які проводять виробничу і комерційну діяльність, і має на меті надання послуг в укладенні біржових угод, виявлення товарних цін, попиту і пропозицій на товари, вивчення, упорядкування і полегшення товарообігу і пов'язаних з ним торговельних операцій. Це ринок, який здійснює торгівлю у первинному секторі економіки, а не у виробництві продуктів. 
Товарна біржа — гуртовий, регулярно чинний ринок, де відбувається торгівля товарами за зразками або стандартами, в яких вказано перелік необхідних ознак (якість, сортування тощо).
Товарна біржа діє на основі самоврядування, господарської самостійності, є юридичною особою, має відокремлене майно, самостійний баланс, власний розрахунковий, валютний та інші рахунки в банках, печатку із своїм найменуванням. Товарна біржа не вдається до комерційного посередництва і не має на меті одержання прибутку. Ці біржі можуть включати фізичну торгівлю та торгівлю деривативами за спотовими цінами, форвардами, ф'ючерсами та опціонами на ф'ючерси.

## Торги на біржі
Товарні біржі мають такі переваги: 
- контрагенти, добровільно вибирають один одного;
- ціни формуються під впливом попиту і пропозиції;
- торги проводяться за єдиними, встановленими біржею, правилами;
- типова форма контрактів спрощує до мінімуму проведення торгів.

### Біржовий договір
Сама біржа не торгує, вона лише організовує оптову торгівлю. Її завдання створювати умови для здійснення торгової і посередницької діяльності іншим юридичним і фізичним особам. 
Біржові договори не можуть складатися від імені і за рахунок біржі, їх здійснюють лише члени біржі особисто або через своїх уповноважених, а також біржові брокери за дорученням членів біржі. Джерело доходу брокера-посередника – комісійна винагорода, яка передбачена статутом відповідної біржі. Поруч з брокерами в торгах беруть участь і члени біржі, так звані біржові маклери (дилери), які ведуть і фіксують договори. 

### Хід торгів
Зазвичай, торг починає провідний маклер, який дає інформацію про товари, які виставляються на продаж. Якщо інформація маклера викликала бажання у брокерів придбати товар, вони підтверджують це, піднімаючи вгору руку з карткою, яка може бути синього або червоного кольору. Після оголошення всього списку і невеликої перерви починається обговорення пропозицій брокерів-продавців. В ідеальному випадку на пропозицію відкликається зацікавлений брокер-покупець, тобто контрагент, який бажає придбати всю партію товару. І договір зразу фіксується. Якщо такий варіант не проходить, то обговорюються зустрічні пропозиції брокерів-покупців про умови, на яких вони згодні придбати товар або його частину. Якщо і повторна спроба укласти договір виявляється невдалою, то вона відкладається, переходять до розгляду інших пропозицій. 
У випадку досягнення домовленості між брокером-продавцем і брокером-покупцем, маклер фіксує договір записом в реєстраційній карті. Така реєстрація свідчить про те, що договір укладено.

### Види договорів на товарній біржі
На товарних біржах здійснюються два основних види договорів: на реальний товар (spot) і строкові договори (futures).
Договори «спот» мають місце, коли продається-купується реально існуючий товар. Продавець заздалегідь завіз товар на склад біржі і отримав на це свідоцтво, яке потім, при здійсненні угоди купівлі-продажу, передається покупцю для оплати. Договори на реальний товар можуть бути з негайним постачанням і з відстрочкою його постачання. Договори з відстрочкою постачання (товар обов'язково буде доставлений в майбутньому) називаються форвардними договорами. Об’єктом такого договору може бути, наприклад, урожай майбутнього періоду.
Строкові (ф'ючерсні) договори мають об’єктом не реальний товар, а стандартні ф'ючерсні контракти, в яких уніфіковано якість і кількість товару, умови його постачання, платежу, упаковка і маркіровка. Ф'ючерсний контракт (ф'ючерс) – договір між продавцем і покупцем про купівлю-продаж товару в майбутньому за узгодженою сьогодні ціною. Система гарантій, яка існує на ф'ючерсному ринку, забезпечує виконання зобов’язань. Оскільки метою учасників ф'ючерсної торгівлі є, як правило, не придбання товарів, а гра на різниці цін, то зобов'язання за ф'ючерсним контрактом виконується шляхом оплати або отримання різниці в ціні. Ф'ючерсний контракт не зв'язаний з конкретним продавцем або покупцем і може багато разів передаватися із рук в руки (третьому, четвертому і т. д. покупцеві). Особливим видом ф'ючерсного договору є опціон з премією, тобто договір з обмеженим, порівняно зі звичайним ф'ючерсним договором, ризиком. Опціон являє собою договірне зобов’язання купити або продати певний вид ф'ючерсного контракту за завчасно установленою ціною в межах узгодженого періоду. Сучасні ф'ючерсні договори здійснюються з метою спекуляції або страхування від цінових ризиків (хеджування). Спекулятивні операції – це гра на підвищенні або на пониженні ціни контракту. Хеджування являє собою страхування від цінових ризиків з метою уникнення втрат від зміни цін.

## Заснування товарних бірж

### Історія діяльності товарних бірж в Україні
Товарні біржі надають можливість для купівлі і продажу не товарів, а контрактів на їхнє постачання. На них продаються контракти на  стандартизовані види товарів, що можуть бути продані великими партіями чи зразках по технічному опису. На товарних біржах виявляються базисні ціни, що формуються під впливом співвідношення попиту та пропозиції. Усі біржі є самостійними підприємствами і  діють  незалежно один  від одного. 
В даний час діяльність товарних бірж регулюється Законом України від 10 грудня 1991 р. «Про товарну біржу» в редакції від 15 квітня 2014 року. Закон спрямований на врегулювання відносин по створенню і діяльності товарних бірж,  біржової торгівлі і забезпечення правових гарантій  діяльності  на  товарних біржах.

### Членство і керування на біржі
Членами біржі є: засновники, вітчизняні й іноземні юридичні особи, а також фізичні особи. Членство  на  біржі надає  право торгувати в її залі. Члени біржі можуть голосувати на зборах і на різних біржових виборах і брати участь у роботі комітетів. Члени біржі платять щорічний членський внесок,  але звільняються від усіх загальних  зборів, стягнутих з учасників біржових торгів. Для полегшення своєї роботи членам біржі надане право наймати службовців, яким дозволений доступ у торговий зал у виді чи клерків.
Найдавнішим способом інвестування в товари є ф'ючерсні контракти. Ф'ючерси забезпечуються і захищаються фізичними активами.

### Оподаткування діяльності товарної біржі
Товарна біржа (ТБ) не має права здійснювати діяльність з метою отримання прибутку. Товарна біржа для цілей оподаткування підлягає включенню до реєстру неприбуткових установ та організацій. ТБ звільняється від сплати податку на прибуток, якщо отримані кошти були використані на здійснення діяльності біржі відповідно до закону (наприклад, заробітна плата, оренда приміщень та/або необхідної техніки, інші поточні витрати). Майно ТБ складається з: пайових, вступних та періодичних внесків, надходжень від біржових операцій і послуг підрозділами біржі, штрафів за порушення статуту товарної біржі та правил біржової торгівлі, інших грошових надходжень, що не суперечать чинному законодавству. Майно біржі належить їй на праві власності. Порядок використання майна товарної біржі визначається загальними зборами його членів. Майно та кошти ТБ не можуть бути розподілені між учасниками, засновниками або членами біржі, а повинні використовуватись виключно для здійснення діяльності біржі.

## Індекс товарних цін
У 1934 р. Бюро статистики праці США розпочало обчислення щоденного індексу цін на товари, які стали доступними для громадськості в 1940 р. До 1952 р. Бюро статистики праці випустило індекс спотових цін, який вимірював рух цін 22 основних товарів, ринки яких вважаються одними з перших, на яких впливають зміни економічних умов. Він вважається однією із ранніх ознак потенційних змін у діловій діяльності.

## Фонд товарного індексу
Фонд товарного індексу — це фонд, активи якого інвестуються у фінансові інструменти на основі товарного індексу або пов’язані з ним. Практично в кожному випадку індекс насправді є індексом товарних ф'ючерсів. Першим таким індексом став товарний індекс Доу-Джонса, який розпочався в 1933 р. Першим практично вкладеним товарним ф'ючерсним індексом був товарний індекс Goldman Sachs, створений в 1991 році і відомий як "GSCI". Наступним став товарний індекс Dow Jones AIG. Він відрізнявся від GSCI насамперед значимістю, що призначалась кожному товару. DJ AIG мав механізми для періодичного обмеження вагомості будь-якого товару та для видалення товарів, авторитетність яких стала недостатня. Після фінансових проблем AIG у 2008 році права на індекс були продані UBS, і зараз він відомий як індекс DJUBS. Інші товарні індекси включають індекс Reuters / CRB (який є старим індексом CRB, реструктурований у 2005 році) та індекс Роджерса.  

## Грошові товари
Грошові товари або "фактичні" відносяться до фізичних товарів — напр., пшениці, кукурудзи, сої, сирої нафти, золота, срібла — які хтось купує / продає / торгує на відміну від деривативів.  